# Daniel Reyes
Daniel Salvador Reyes Avellán (né le 21 juillet 1990 à Diriamba au Nicaragua) est un footballeur international nicaraguayen, qui évolue au poste d'attaquant à l'UNAN Managua.

## Biographie

### Carrière en club
Daniel Reyes joue au Nicaragua, au Brésil et au Pérou. Il inscrit 22 buts au sein du championnat du Nicaragua en 2015-2016.

### Carrière en sélection
Daniel Reyes joue son premier match en équipe du Nicaragua le 2 septembre 2011, contre la République dominicaine. Cette rencontre gagnée 2-0 rentre dans le cadre des éliminatoires du mondial 2014.
Il inscrit son premier but le 11 octobre 2011, contre le Panama, lors de ces mêmes éliminatoires. Malgré tout, le Nicaragua s'incline sur le lourd score de 5-1.
Il participe avec l'équipe du Nicaragua à la Gold Cup de 2009 organisée aux États-Unis.

## Palmarès
Deportivo Walter Ferreti
- Championnat du Nicaragua (1) :
  - Champion : 2014-2015.